# Rodalies Cantàbria
La xarxa de Rodalia de Cantàbria (Cercanías Cantabria oficialment en castellà) és un servei de Renfe Rodalies entre la ciutat de Santander i las localitats de Reinosa, Cabezón de la Sal i Liérganes, totes a la Cantàbria.
Actualment el nucli de rodalia només disposa de tres línias: la C-1, la C-2 i la C-3. El traçat de la C-1 transcor per la línia de Palència-Santander i és de via única electrificada. El de la C-2 transcor per la línia de Oviedo-Santander i és de via única electrificada. El traçat de la C-3 transcor per la línia de Santander-Bilbao i és de via doble electrificada.

Mapa de la xarxa